# Globulaire à feuilles en cœur
Globularia cordifolia
Espèce
Classification APG III (2009)
La Globulaire à feuilles en cœur, aussi appelée Globulaire à feuilles cordées, Globulaire à feuilles en forme de cœur ou Veuve-céleste en France (Globularia cordifolia), est une espèce de plantes à fleurs de la famille des Globulariacées ou des Plantaginacées, selon la classification phylogénétique. C'est une plante vivace originaire d'Europe.

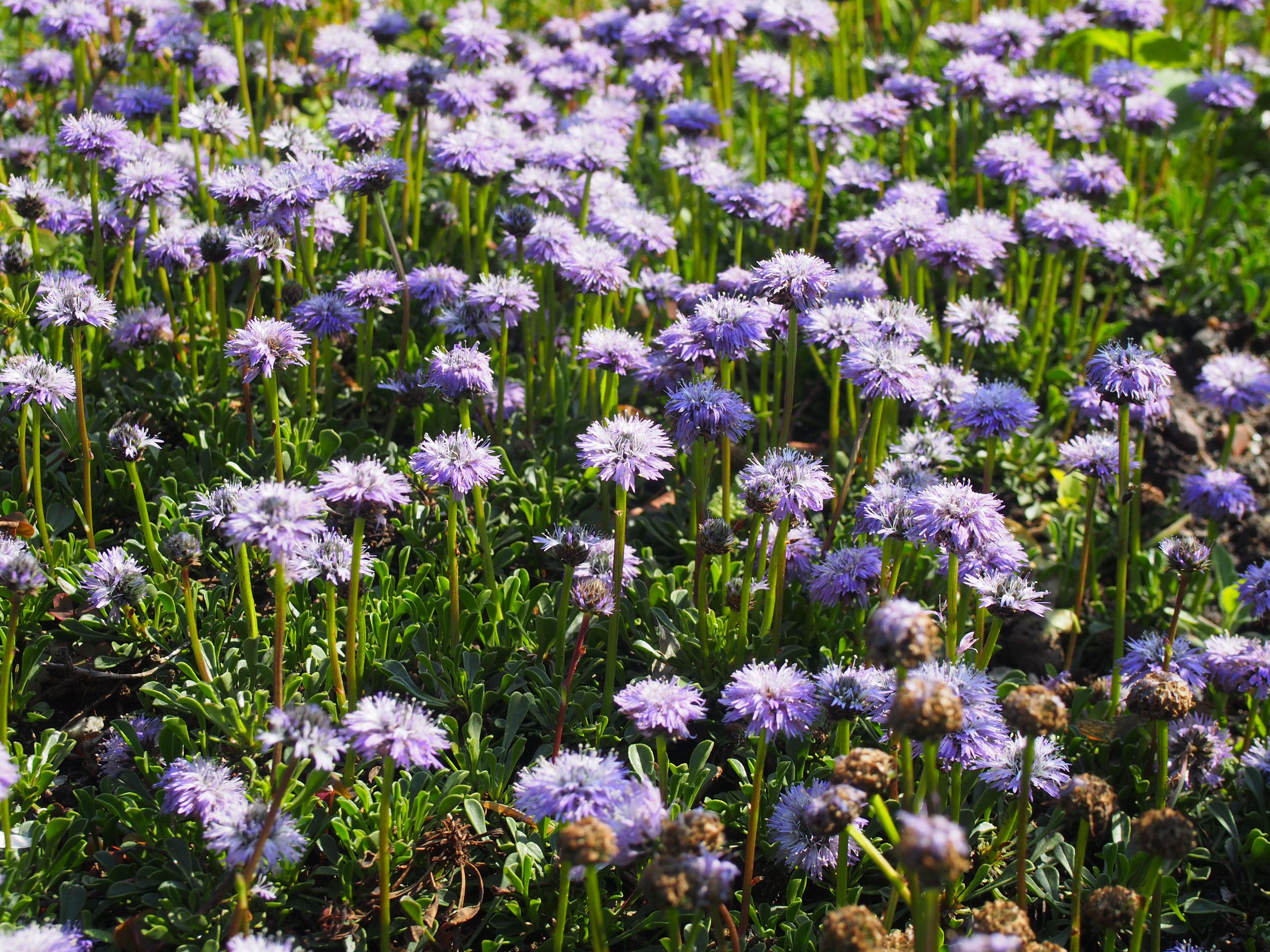
Globulaires à feuilles en cœur.

## Description
Cette plante ligneuse et rampante, qui est un sous-arbrisseau, développe une inflorescence violette au sommet d'une courte hampe de 5 à 15 cm. La floraison se déroule de mai à juillet.

## Distribution
Les régions montagneuses du centre et du Sud de l'Europe accueillent le globulaire à feuilles en cœur. En France, ce sont précisément les Alpes, le Jura et les Pyrénées.

## Habitat
La Globulaire à feuilles en cœur tapisse les rochers et cailloutis calcaires à des altitudes variant de 200 à 2 200 m.
C'est une espèce protégée en région Midi-Pyrénées (Article 1).

## Articles liés
- Flore des Alpes
- Espèce proche : Globularia repens